# 先天性小眼球症

眼球发育障碍（希腊语：μικρός, mikros, 'small', ὀφθαλμός, ophthalmos, 'eye'），也称为先天性小眼球症，是一种眼球发育障碍，其中一只眼睛（单侧小眼球）或两只眼睛（双侧小眼球）异常小，并伴有解剖畸形。先天性小眼球症不同于无眼球症和小眼症。虽然有时被称为“单纯性小眼症”，但小眼症是一种眼球尺寸较小但没有解剖学畸形的疾病。

## 介绍

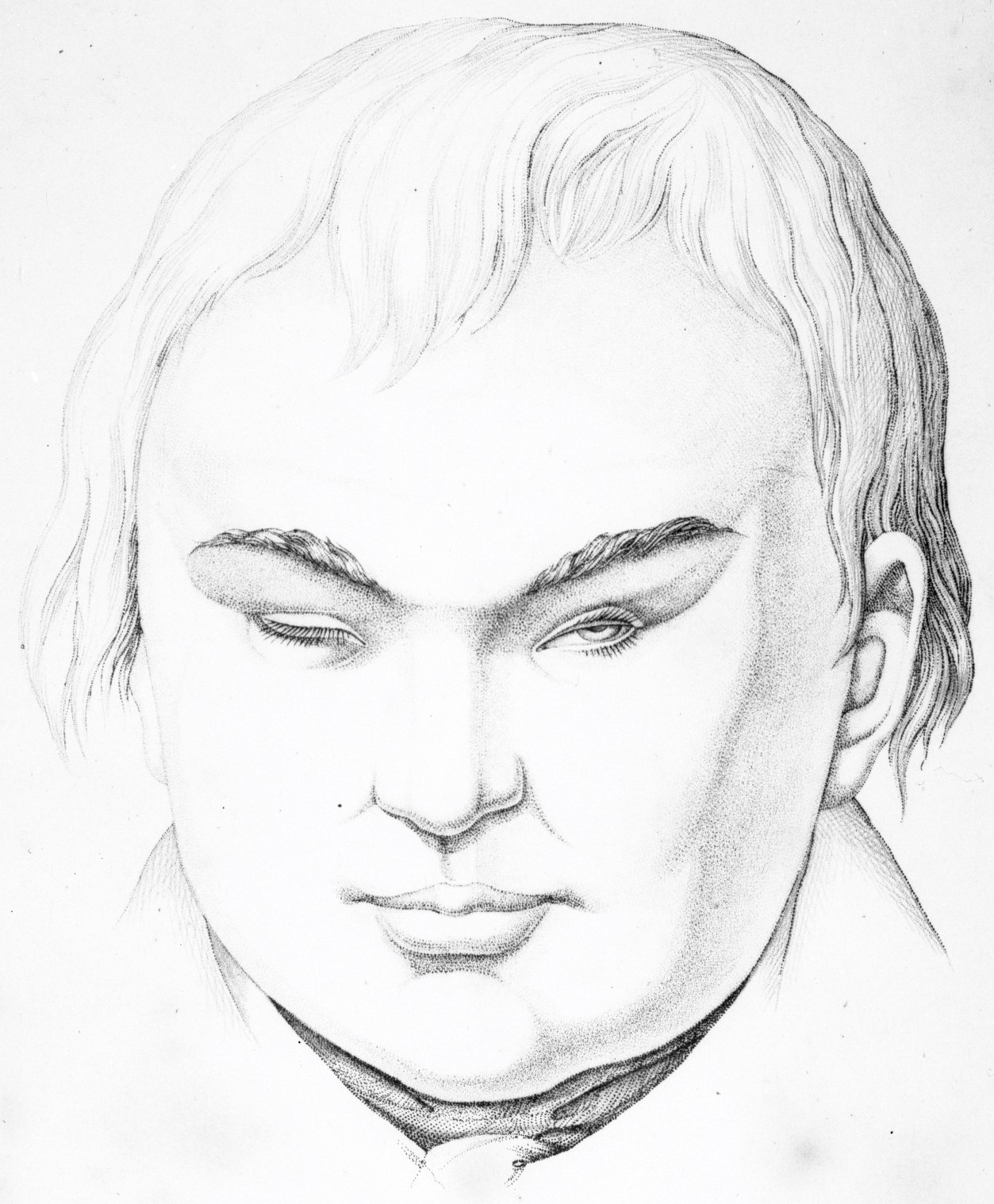
双侧先天性小眼球症

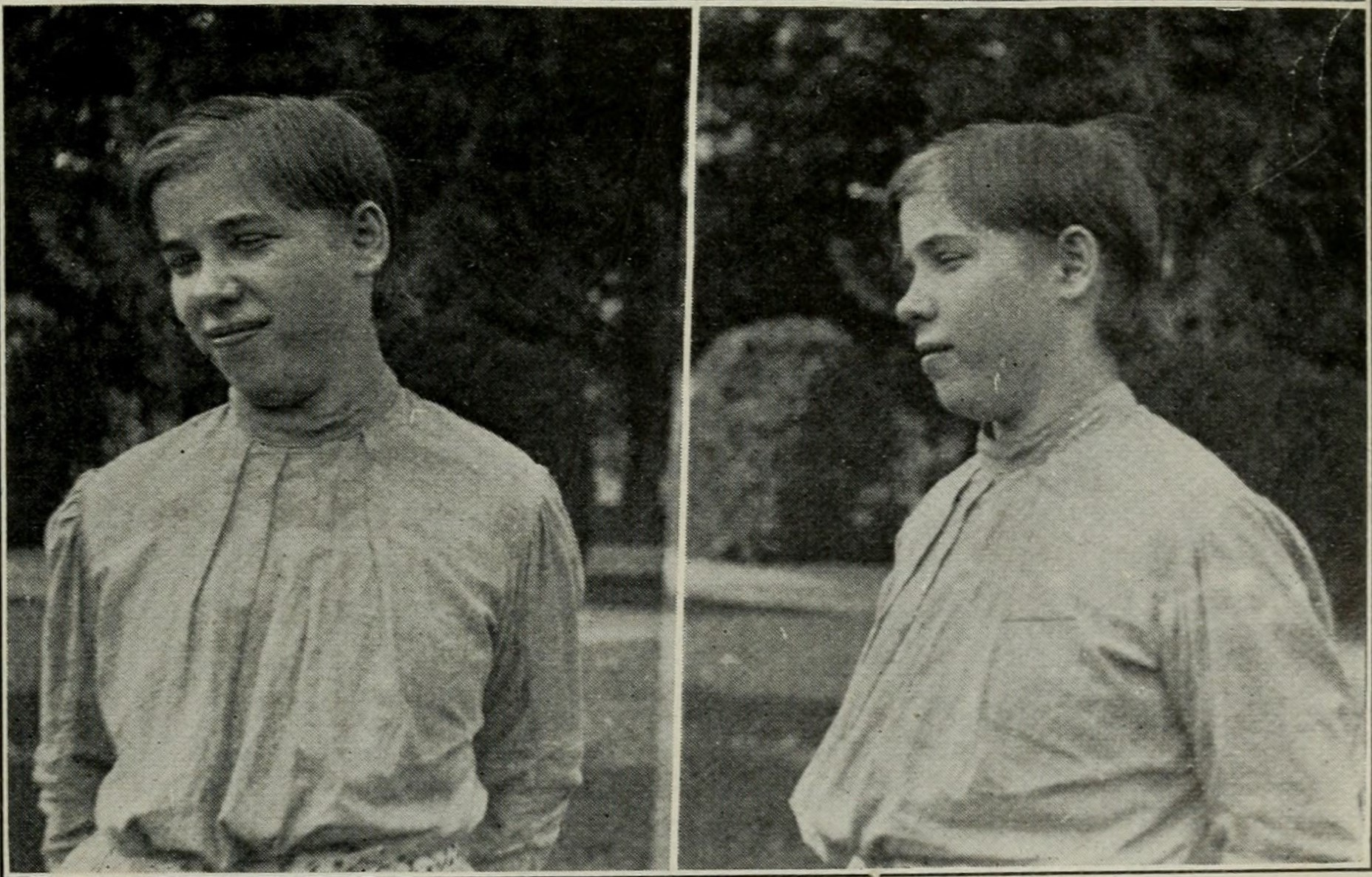
22岁患有智力障碍和双侧先天性小眼球症的人

先天性小眼球症是一种先天性疾病，患者的眼球异常小且结构紊乱。 正常成年人眼轴的平均长度约为23.8mm（0.94英寸），先天性小眼球症的诊断通常指成年人眼轴长度小于21mm（0.83英寸）。此外，患该病新生儿的角膜直径约为 9-10.5 毫米（0.35-0.41 英寸），患该病成年人的角膜直径约为 10.5-12 毫米（0.41-0.47 英寸）。先天性小眼球症可能只是眼球比较小，视力正常，但是在大多数情况下，先天性小眼球会导致视力障碍这种情况的概率约为万分之一，全球范围内因先天性小眼球症导致失明的儿童占失明儿童总数的3%到11%

## 病因
据推测，一般小眼球症是由于出生后眼睛生长受到干扰而产生的，而无眼症则在胎儿发育过程中发生。先天性小眼球症的遗传致病原因包括染色体异常（例如巴陶氏症候群、嵌合型9号染色体三体综合征、 13q-缺失综合征、 沃夫-贺许宏氏候症群）或单基因孟德尔遗传病（例如CHARGE联合畸形、 Fraser 综合征、眼面心牙综合征、 Lenz 小眼球综合征）。  新生儿小眼畸形有时与胎儿酒精谱系障碍或妊娠期间感染有关，特别是单纯疱疹病毒、风疹和巨细胞病毒(CMV)，但证据尚无定论。 
以下基因（其中许多是转录和调节因子）与先天性小眼球症、先天性无眼球症和先天性眼球缺损症有关：   
- ABCB6
- ACTB
- ACTG1
- ALDH1A3
- ATOH7
- BCOR
- BMP4
- BMP7
- C12orf57
- CC2D2A
- CHD7
- CLDN19
- COX7B
- CRIM1
- CRYAA
- CRYBA4
- CRYBB2
- DHX38
- DPYD
- ERCC1
- ERCC5
- FADD
- FAM111A
- FNBP4
- FOXL2
- FRAS1
- FREM1
- FREM2
- FZD5
- GDF3
- GDF6
- GJA1
- GRIP1
- HCCS
- HMGB3
- HMX1
- IGBP1
- KAT6B
- KMT2D
- LRP2
- MAB21L2
- MAF
- MFRP
- NAA10
- NDUFB11
- NHS
- OTX2
- PAX2
- PAX6
- PDE6D
- PIGL
- POLR1C
- POLR1D
- PORCN
- PQBP1
- PRSS56
- PTCH1
- RAB3GAP1
- RAB3GAP2
- RARB
- RAX
- RBP4
- RPGRIP1L
- SALL1
- SALL2
- SALL4
- SCLT1
- SEMA3E
- SHH
- SIX3
- SIX6
- SMOC1
- SNX3
- SOX2
- SRD5A3
- STRA6
- TBC1D20
- TBC1D32
- TBX22
- TCOF1
- TENM3
- TFAP2A
- TMEM98
- TMEM67
- TMX3
- VAX1
- VSX2
- YAP1
- ZEB2
- ZIC2

其中，10-15%先天性小眼球症和SOX2有关，并且在许多其他先天性小眼球症病例中，晶状体发育失败通常会导致先天性小眼球症。 
先天性小眼球症的相关转录因子位于染色体（MITF） 14q32，与一种孤立性小眼球畸形 (MCOP1) 有关。 在哺乳动物中，先天性小眼球症相关转录因子（MITF）在视网膜色素上皮中表达失败导致该结构无法完全分化，造成眼部脉络膜裂隙畸形和玻璃体液体排出。 如果没有这种玻璃体液体，眼球就无法变大，导致先天性小眼球症。 人类2型瓦登堡综合征也可能是由MITF突变引起的人类MITF基因与小鼠小眼症基因（基因符号mi）同源；具有该基因突变的小鼠的皮毛会发生色素减退的现象。 WS 2 型基因的鉴定很大程度上归功于对 MITF 突变小鼠性状的观察。 